# Ratabulus
Ratabulus es un género de peces de la familia Platycephalidae, del orden Scorpaeniformes. Este género marino fue descrito científicamente en 1925 por David Starr Jordan y Carl Leavitt Hubbs.

## Especies
Especies reconocidas del género:
- Ratabulus diversidens (McCulloch, 1914)
- Ratabulus fulviguttatus Imamura & M. F. Gomon, 2010
- Ratabulus megacephalus (S. Tanaka (I), 1917)
- Ratabulus ventralis Imamura & M. F. Gomon, 2010